# 袁逢
袁 逢（えん ほう、生没年不詳）は、後漢後期の政治家。霊帝時代の国三老（霊帝の頃の国三老は時期は違うが、袁逢と楊賜の2人）。字は周陽。豫州汝南郡汝陽県（現在の河南省周口市商水県）の人。後漢の太尉袁湯の子で、太僕袁基、左将軍・徐州伯、仲皇帝袁術の父にあたる。弟に袁隗。また姉妹は楊彪の妻となった。
太尉・司徒・司空を歴任した大政治家袁湯の12名の子の一人で、名が伝わっている者の中では第3子にあたる。本来、袁湯の家を嗣ぐはずだった袁成が夭折したので、袁逢が袁湯の家をつぎ、袁湯の爵位安国亭侯を嗣いだ。霊帝の頃、三公に至る前に三老となった。その後、司空と為り執金吾にあった頃に亡くなった。
人格的に優れていたことと、公族家（三公を輩出している家）の出身ということがあって評判が高く、顕官を歴任した。しかし政治家としての資質は弟の袁隗のほうが高かったようで、袁逢よりも先に三公となった。袁隗はあくまで袁逢が袁氏の長と考えていたようで、多くの気を配っていた。袁逢の頃、増封され800戸を食んだ。
袁逢・袁隗の栄達の背景として(1)宗族に中常侍の袁赦がいて内援となっていたこと(2)累世三公の家柄だったこと、の2点がよく指摘されるが、袁赦は早い時期に処刑されているし、家柄についても世襲を可能にする制度もないことから、外的要因が大きかったとは考えられていない。
死後、特進の号が加えられて、車騎将軍の印綬が追贈された。諡は文宣侯。安国亭侯の爵位は長子の袁基が嗣いだ。なお袁紹は袁逢の庶子であるとする説（王沈『魏書』、袁山松『後漢書』）があるが、はっきりとしたことは判らない。范曄や考証学者の恵棟は袁逢の庶子ではなく、袁成の実子と考えている。